# Sangue di toro
Il sangue di toro è spesso menzionato nelle mitologie antiche, come elemento portante della variegata simbologia taurina.
Nella mitologia greca veniva talora considerato un veleno mortale, anche se è in realtà completamente innocuo.

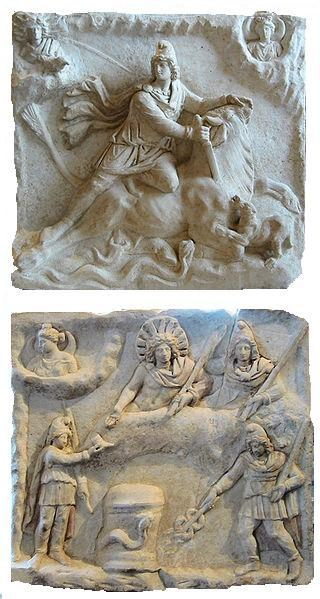
Mitra e il toro sacrificato

## Fonti antiche
Molte fonti antiche parlano di sangue di toro.
Diodoro Siculo parla del giuramento di fedeltà che Temistocle avrebbe prestato a Artaserse I: sacrificando un toro, l'ateniese promise che avrebbe combattuto contro i Greci e la propria città natale; in compenso, Artaserse non doveva iniziare la battaglia senza la partecipazione di Temistocle. Subito dopo i giuramenti, Temistocle riempì una patera di sangue del toro sacrificato, bevve e morì.
La fonte più antica a riportare la morte di Temistocle per il sangue di toro è Aristofane ne I cavalieri (424 a.C.).
Il Faraone egizio Psammetico III nel 525 a.C. provocò una guerra contro Cambise II di Persia e dovette come punizione bere sangue di toro; di conseguenza morì.
Il persiano Smerdi, fratello di Cambise II, e anche il generale cartaginese Annibale sarebbero morti a causa del sangue di toro. Quest'ultimo caso però è molto controverso.

## Sangue di toro nella mitologia greca
Nella mitologia greca sia Giasone che Mida sarebbero stati vittime di sangue di toro. Esone voleva commettere suicidio; come sacrificio bevve sangue di toro e morì di conseguenza. Verso la fine del primo libro delle Argonautiche, anche Esone e sua moglie (Alcimede) commettono suicidio bevendo sangue di toro, seguendo il consiglio di Creteo, padre di Esone.

## Sangue di toro nella Bibbia
Il sangue di toro è menzionato nella Torah. In Levitico 16,14 si legge: "Poi prenderà un po' di sangue del giovenco e ne aspergerà con il dito il coperchio dal lato d'oriente e farà sette volte l'aspersione del sangue con il dito, davanti al coperchio." Per gli ebrei il sangue non è casher. Viene solamente usato per il sacrificio, però in nessun caso bevuto.

## Sangue di toro nel culto di Mitra
Nel mitraismo, schizzare qualcuno con il sangue di un toro sacrificato era un importante rito di iniziazione. Questo uso nel concorrente culto di Mitra potrebbe aver ispirato in Paolo di Tarso il rito del vino nella liturgia cristiana.
Nel sacro testo persiano Avestā, alla fine dei tempi appare un Messia che vince il male. Tramite un unguento fatto di grasso di toro ed ephedra darebbe l'immortalità. Sugli altari di Mitra nel Taurobolium si vede la raffigurazione di questa divinità che si lava con sangue di toro; la descrizione suona Voi ci avete salvati tramite lo spargimento del sangue eterno. Gli iniziati dei misteri di Mitra si mettevano a sedere sotto un'inferriata nel tempio mentre sopra un toro venne sacrificato: bagnati dal sangue gli iniziati raggiungevano la vita eterna; poi il toro sacrificato veniva anche mangiato. Per la gente povera invece esisteva un rituale simile nel Criobolium, in cui si usava il sangue di pecore; questi discepoli venivano detti "lavati nel sangue di agnello".
Diversi simboli e espressioni del mitraismo trovarono applicazione anche nella prima Cristianità.